# 岡安里美
岡安 里美（おかやす さとみ）は、オフィス気象キャスター株式会社所属の気象予報士。

## 来歴・人物
埼玉県久喜市出身。明治大学情報コミュニケーション学部卒業。
2016、17年度NHK徳島放送局の気象予報士を担当。2018年度より2020年度はNHK名古屋放送局の気象予報士を担当していた。

## 過去の出演番組
- とく6徳島（2016年4月 - 2018年3月）- 気象キャスター
- おはよう東海（2018年4月 - 2021年3月）- 気象キャスター